# Memorienkreuz am Ellebach

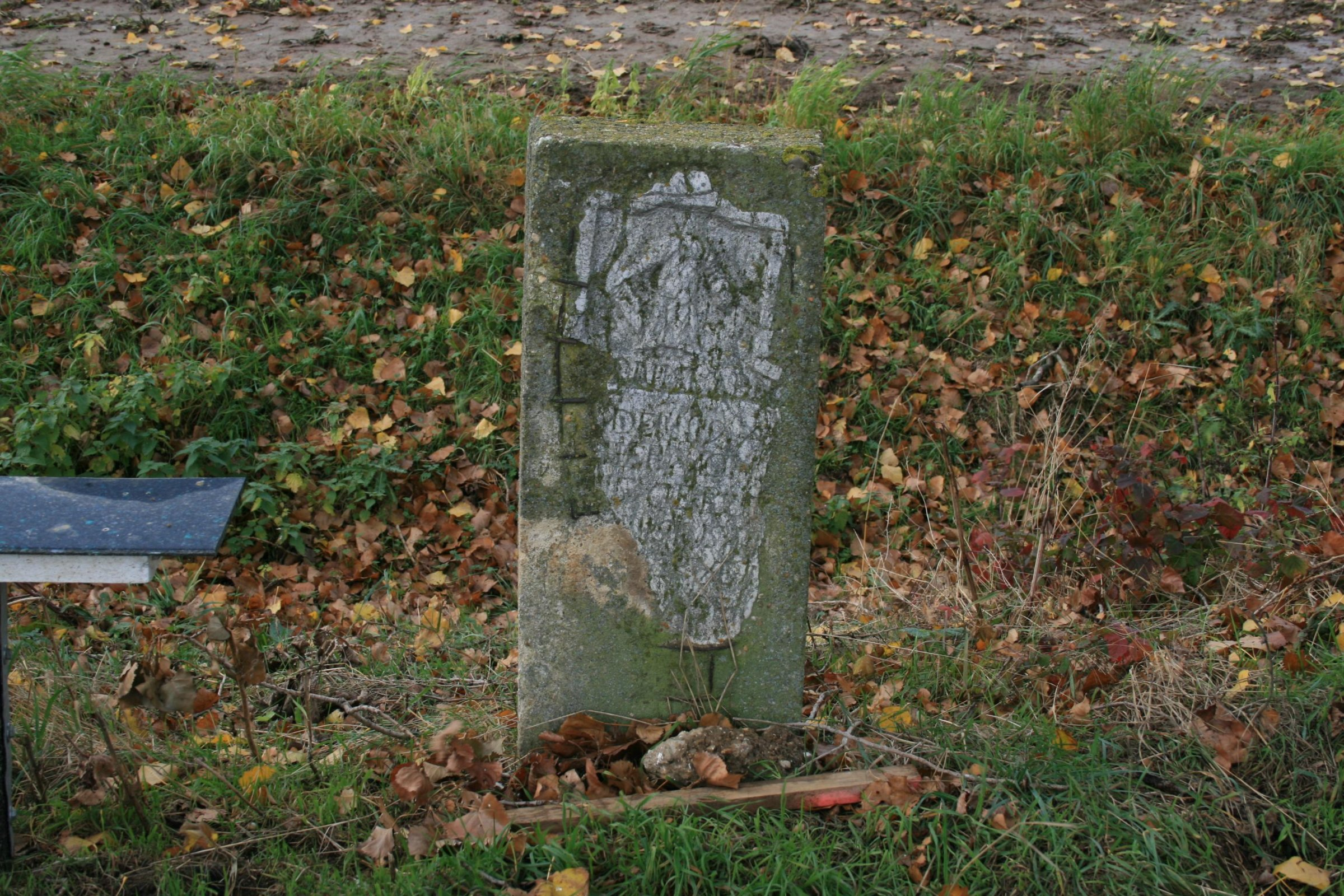
Das Wegekreuz

Das Memorienkreuz am Ellebach steht westlich von Rommelsheim, einem Ortsteil der Gemeinde Nörvenich im Kreis Düren, Nordrhein-Westfalen am Ellebach.
Das kleine Kreuz wurde im 18. Jahrhundert errichtet. Das einfache Rechteckkreuz aus Blaustein ist in einen Betonsockel eingesetzt und hat folgende Inschrift: 1827 den 24. Oct. starb unter dem Karrenrad im 17. Jahre seines Alters der tugendhafte Adolf von Bergrath.
Das Memorienkreuz wurde am 22. März 1985 in die Denkmalliste der Gemeinde Nörvenich unter Nr. 70 eingetragen.

## Belege
- Denkmalliste der Gemeinde Nörvenich (PDF; 108 kB)

Koordinaten: 50° 46′ 51,3″ N, 6° 32′ 34,6″ O